# واس، استرالیای غربی
واس (به انگلیسی: Vasse) یک منطقهٔ مسکونی در استرالیا است که در استرالیای غربی واقع شده‌است.